# Журавичі
Жура́вичі — село в Україні, у Луцькому районі Волинської області. Входить до складу Ківерцівської міської громади. Населення становить близько тисячі осіб.
У селі було відкрито пункт тимчасового перебування іноземців та осіб без громадянства, які незаконно перебувають в Україні.

## Географія
Розташоване за 33 км від центру громади (м. Ківерці) і залізничної станції Ківерці, за 9 км від автотраси Маневичі — Луцьк. 
На північ від Журавич, у заболоченій місцевості, бере початок невелика річечка Рудка — права притока Стиру.

## Історія
Село вперше згадується в історичних документах 1570 року. Того року, згідно з поборовим реєстром Луцького повіту, воно належало до Андрія Кошки, котрий платив «від 16 дим., 2 город., 1/2 попа, а Іван Кошка з 6 дим., З город., 1/2 попа. В 1583 р. той же Іван і Омелян платять від 16 дим., а Андрій Кошка ще від 6 дим.».
Отже, у ті часи Журавичі вже існували. За переказами, їх назва виврожаїлася з такої бувальщини. Колись неподалік теперішнього урочища «Сільце», поміж боліт, розкинув свій оксамитовий килим невеличкий острівок, де на деревах любили гніздитися журавлі. Рятуючись від татаро-монгольських ординців, саме тут і знайшли схованку кілька селян, які назвали своє нове поселення на честь утопленого з невідомих причин красеня-журавля.
Швидко спливали у невороття десятиліття. З ними змінювалися і власники села. Так, 1838 року ним володіла княгиня Четвертинська. За переписом 1911 р., «до великої земельної власносте в Ж. належало 3357 дес». З них 1753 десятини мав пан Кириленко, 656 десятин — Чаплиця, 789 десятин — В.Барановський, а селянам зосталося лише 63 десятини. Більшість з них були безземельними, що змушувало їх йти в батраки.
З давніх-давен на Журавичі зазіхали різні зайди. Так, 1709 року село зруйнували шведи. Але вже наприкінці XIX ст. «було там 98 дом. і 670 жителів, церква дерев'яна з 18 ст., водяний млин».4 Майже повністю згоріли Журавичі під час великої пожежі 1904 року. Незабаром тут виросло 125 убогих хатин, мешкало трохи більше тисячі чоловік.
Під час Першої світової війни село певний період контролювали німецькі війська. У 1920 році у селі було створено більшовицький ревком. Згідно з Ризьким договором від 18 березня 1921 року Журавичі, як і вся Волинь у теперішній межах, відійшли до Польщі. Польський уряд вперто насаджував політику ополячення українського населення.
У 1925—1928 pp. тут діяла підпільна група КПЗУ, яку очолював Дмитро Гринюк.
З приходом радянської окупації в Журавичах створили сільську раду (в 1939 році) на чолі з Яковом Мельничуком, червону міліцію (керівник Федот Денисюк). Було створено колгосп імені Калініна, першим головою якого був Анатолій Гаврилович Калуш.
Неймовірно важким випробуванням піддала Журавичі Друга світова війна. Село майже дощенту було знищене німецько-фашистськими загарбниками. Його патріоти воювали на фронтах, у партизанських загонах, підрозділах УПА. 117 з них відзначені високими урядовими нагородами, 86 воїнів не повернулися з поля бою, яким 1967 року поставлено пам'ятник Слави. На землях багатьох країн Європи виросли могили щонайменше 84 воїнів з Журавич, 30 — з Домашева, 30 — з с. Микове.
В період окупації Журавич, що тривала з 29 червня 1941 р. по 2 лютого 1944 p., фашисти вбили близько 50 його мирних жителів, спалили 138 будників, 116 господарських будівель. Чимало юнаків і дівчат було вивезено на каторгу до Німеччини. Сатанинські тортури Бухенвальда пройшов, зокрема, малолітній в'язень фашистських концтаборів Ананій Якович Поліщук.
Журавичі, наче казковий Фенікс, то знищувалися кривавими руками чужинців, то знову відроджувалися з попелу. Після Дня Перемоги, вже до кінця 1945 року, тут виросли 23 хати і 21 господарська споруда. Наприкінці 1948 року відновилася артіль ім. Калініна (голова Володимир Іванович Максимчук). 1963 року до неї приєдналися колгоспи сіл Микове і Домашів. Відтоді й дотепер назва господарства є незмінною — «Дружба».
Були часи, коли «Дружба» славилася високими врожаями льону, картоплі. Скажімо, 1963 року ланкова Ольга Іванівна Гонтар одержала з кожного із 58 гектарів по 303 центнери бульб, завоювавши золоту медаль Комітету ВДНГ СРСР.
В оновленні Журавич багато зробила сільська рада, впродовж діяльності якої її очолювали Данило Назарчук, Данило Пушкар, Пилип Фурс, Клим Соніч, Марко Гонтар, Павло Янковий, Андріян Васюхник, Кирило Савчук, Сидір Грицюк, Василь Філюк, Григорій Андрієнко, Сергій Грушкевич, Олександр Шнетінберт, Леонід Лукашук, Алла Гонтар.
У повоєнний період в Журавичах почали розвиватися промисли. На базі приватних млина і пилорами Івана Чайки створили промартіль, яка згодом переросла в меблевий цех Ківерцівського деревообробного комбінату, 1960 року почав діяти торфобрикетний завод. В селі є потужне мінеральне вододжерело, на його основі ще в 1928—1939 роках функціонував бальнеологічний санаторій, який у війну німці знищили. Дослідження цього цілющого джерела відновилося у 80-х роках. З 1987 р. по 1999 р. тут діяв санаторій-профілакторій на 50 місць. На жаль, через певні економічні труднощі він, як і промислові підприємства, припинив свою діяльність. Локація у 30-х роках була дуже популярною серед туристів, які відвідували санаторій. Планували навіть збудувати аеродром поблизу населеного пункту, архітекторами тривала підготовка проєкту для створення летовища. Ініціативу так й не реалізували, оскільки розпочалася Друга світова війна.
На території тракторної бригади росте ясен віком понад 300 років, який є пам'яткою природи — «Ясен звичайний».
Незважаючи на це, Журавичі продовжують відроджуватися у руслі трансформації економіки. Працюють сільськогосподарське приватне підприємство «Дружба», ТзОВ «Журавка».
Справжнім освітянським храмом стала в Журавичах загальноосвітня школа I—III ступенів, яка дала путівки в життя близько однієї тисячі юнаків і дівчат.
Моральну розраду і духовне очищення люди знаходять у Свято-Миколаївській церкві Київського патріархату, яка є діючою з початку свого існування (1925 р.).
До послуг селян — будинок культури, лікарська амбулаторія, стоматологічний кабінет, магазини, відділення зв'язку, бари, церква, загальноосвітня школа, дитячий садочок, бібліотека.
19 липня 2020 року, в результаті адміністративно-територіальної реформи та ліквідації Ківерцівського району, село увійшло до складу Луцького району.

## Населення
Згідно з переписом УРСР 1989 року чисельність наявного населення села становила 1336 осіб, з яких 624 чоловіки та 712 жінок.
За переписом населення України 2001 року в селі мешкало 1288 осіб.

### Мова
Розподіл населення за рідною мовою за даними перепису 2001 року:
| Мова       | Відсоток |
| ---------- | -------- |
| українська | 99,47 %  |
| російська  | 0,53 %   |